# Сафон (онук Магона Великого)
Сафон (Сапфон) (*д/н — бл. 440 до н. е.) — державний і військовий діяч Карфагенської держави. Ймовірно скорочене від Сафонібал.

## Життєпис
Походив з династії Магонідів. Син Гасдрубал, рабімаханата карфагенського війська. 510 року до н. е. після загибелі батька опинився під опікою стрийка Гамількара
З 480 року до н. е. разом з братами Ганнібалом і Гасдрубалом активно діяв з підкорення лівійських, нумідійських та мавретанських племен. Перебіг походів достеменно невідомо. Ймовірно у 450-х роках обіймав посаду суфета (спільно зі стриєчним братом Гімільконом). Можливо, його сином (або небожем — сином брата Гасдрубала) був Магон II.
Після його смерті повна влада над Карфагеном перейшла до стриєчного брата Гісгона та його сина Ганнібала.